# UTC+11:00

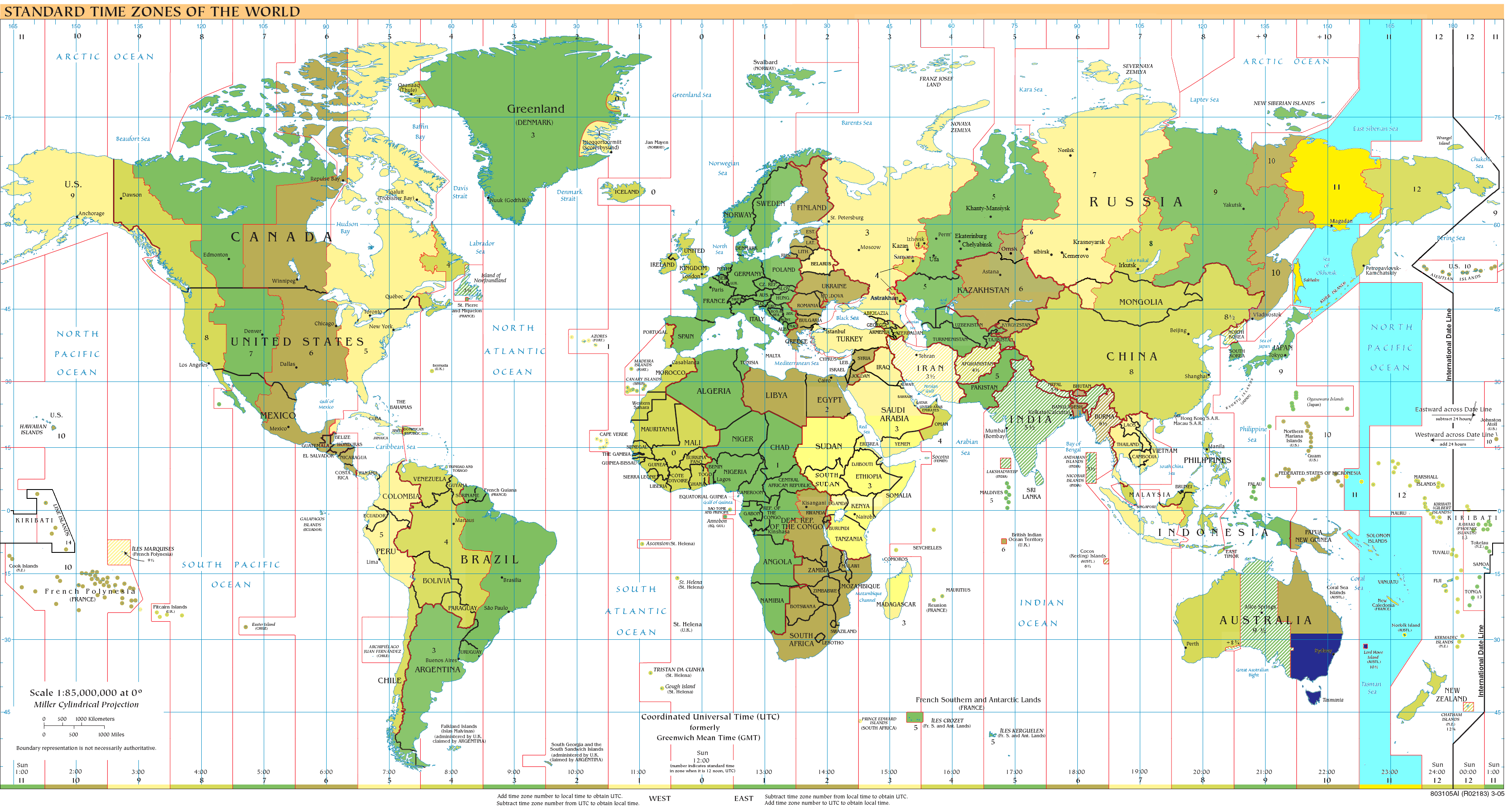
UTC+11 на карте часовых поясов мира:
синим — зона UTC+11 — восточно-австралийское стандартное время (AEST) в зоне UTC+11 летом (ноябрь-март) в Южном полушарии (зимой (апрель-октябрь) — UTC+10);
голубым — зона UTC+11 в океанах;
ярко-жёлтым — круглогодичная зона UTC+11 (среднеколымское время)

UTC+11 — часовой пояс для:

## Круглый год
- Австралия (часть):
  -  Остров Норфолк

 Федеративные Штаты Микронезии (часть):
- - Косраэ
  - Понпей и окружающие территории
- Россия (часть):
  -  Магаданская область
  -  Якутия (часть):
    - только северо-восточная часть с городом Среднеколымск[1]

  -  Сахалинская область
- Новая Каледония (Франция)
- Соломоновы Острова
- Вануату
- Папуа — Новая Гвинея — часть:
  - Автономный регион Бугенвиль

## Летом в Южном полушарии (ноябрь-март)
- Австралия (AEST — Австралийское восточное стандартное время):
  - Австралийская столичная территория,
  - штат Новый Южный Уэльс (за исключением Брокен-Хилл, в котором используется Центральное Австралийское время: зимой (в июне) — UTC+9:30 и летом (в декабре) — UTC+10:30),
  - штат Тасмания переход на летнее время в первый выходной октября вместо последнего,
  - штат Виктория
  - остров Лорд-Хау (зимой (в апреле-октябре) — UTC+10:30)